# 1112 Полонија
1112 Полонија (енгл. 1112 Polonia) је астероид главног астероидног појаса. Приближан пречник астероида је 35,76 ,
а средња удаљеност астероида од Сунца износи 3,022 астрономских јединица (АЈ).
Инклинација (нагиб) орбите у односу на раван еклиптике је 8,995 степени, а орбитални период износи 1919,461 дана (5,255 година). Ексцентрицитет орбите астероида износи 0,102.
Апсолутна магнитуда астероида износи 10,05 а геометријски албедо 0,131.
Астероид је откривен 15. августа 1928. године.